# Wilhelm Gräfer
Wilhelm Gräfer (* 8. Oktober 1885 in Bad Gandersheim; † 5. April 1945 in Bodenwerder) war von 1924 bis 1945 Bürgermeister der Hansestadt Lemgo, bevor er kurz vor dem Ende des Zweiten Weltkriegs von einem Standgericht zum Tode verurteilt und hingerichtet wurde. Seine Rolle in der Zeit des Nationalsozialismus ist umstritten.

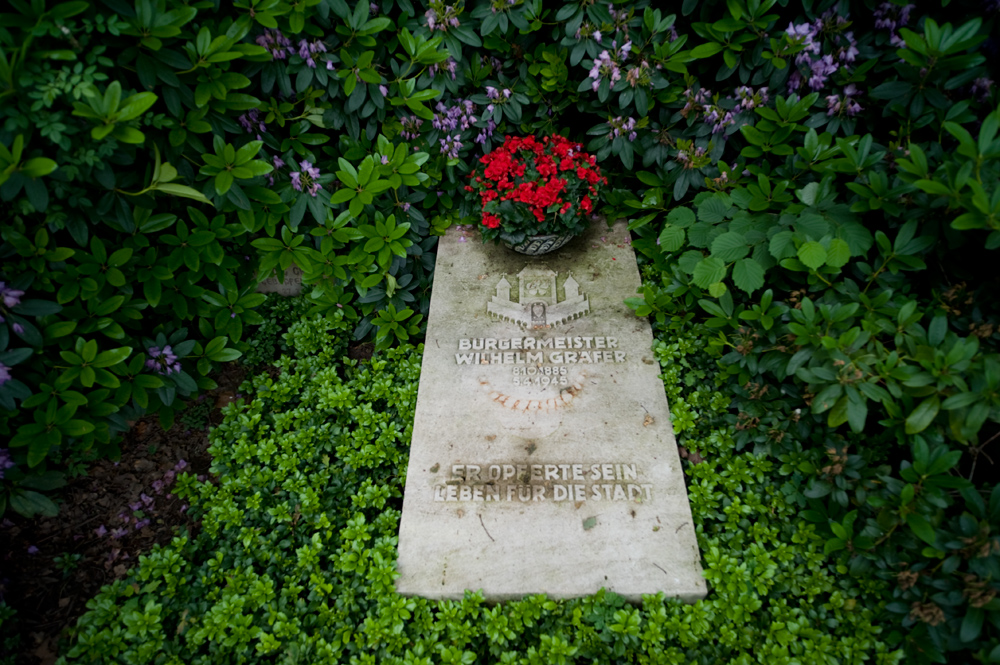
Grab des ehemaligen Bürgermeisters Wilhelm Gräfer in Lemgo

## Der Bürgermeister
Wilhelm Gräfer aus Bad Gandersheim wurde am 19. Dezember 1923 als Nachfolger des Bürgermeisters Karl Otto Floret zum Stadtoberhaupt gewählt. Von seiner politischen Einstellung her galt er als national-konservativ. In seine Amtszeit fiel im Jahr 1933 die Machtübernahme der Nationalsozialisten. Zum 1. Mai 1933 trat er in die NSDAP ein (Mitgliedsnummer 2.164.301). Gräfer stellte sich rechtzeitig auf die neuen Machthaber ein, hatte sich jedoch gegen einige Parteigenossen zu wehren, die seinen Posten übernehmen wollten. 1936 wurde er aus der Partei ausgeschlossen, weil er früher Mitglied einer Freimaurerloge gewesen war, bemühte sich aber erfolgreich um eine Wiederaufnahme. Der Lippische Staatsminister Adolf Wedderwille (1895–1947) beschrieb Gräfer als „wendigen und anpassungsfähigen Menschen“. Gräfers Verhältnis zur Partei war jedoch nicht ohne Spannungen, das änderte sich auch nicht, als er 1942 zum Bürgermeister auf Lebenszeit ernannt wurde. Die antijüdische Politik wurde in Lemgo ebenso konsequent befolgt wie auch anderswo in Deutschland.

## Kriegsende in Lemgo
Die Stadt Lemgo hatte den Krieg bis zum Frühjahr 1945 nahezu unbeschadet überstanden. Am 1. April, dem Ersten Osterfeiertag, ließ der Kampfkommandant der Hansestadt, Hauptmann und NS-Führungsoffizier Walter Heckmann, versprengte Truppenteile und einzelne Soldaten einsammeln, um mit ihnen Lemgo zu verteidigen. Sein Vorgesetzter war Generalmajor Paul Goerbig, der von Lüdenhausen aus den Befehl an Heckmann gab, dass „Lemgo bis zum letzten Mann“ zu verteidigen sei. Heckmann wurde auf die Hilfe des Volkssturms verwiesen, der auf Befehl der Parteileitung aufgestellt worden war. Am 3. April näherte sich von Süden die 2. US-Panzerdivision den von Heckmann errichteten Panzersperren an den Ausfallstraßen und eröffnete das Artilleriefeuer auf die Stadt. Am frühen Morgen des 4. April fuhr Bürgermeister Gräfer gemeinsam mit dem Fabrikanten Herbert Lüpke (1912–2007), der gute Englischkenntnisse besaß, mit einer weißen Fahne nach Hörstmar, einem Dorf an Lemgos Stadtgrenze, um mit dem amerikanischen Lieutenant Colonel Hugh R. O’Farrell (66. Panzerregiment, 2. US-Panzerdivision) über eine kampflose Übergabe zu verhandeln. Die US-Amerikaner, die durch ihre Luftaufklärung genaue Kenntnis über die Lemgoer Verteidigungsstellungen hatten, verlangten einen verantwortlichen deutschen Offizier zu sprechen und gewährten dafür eine 30-minütige Feuerpause. Gräfer und Lüpke fuhren direkt zum Gefechtsstand des Kampfkommandanten in der Bleidorn-Kaserne, um Heckmann zu unterrichten. Heckmann ließ die beiden Unterhändler unverzüglich verhaften und ordnete an, beide nach Barntrup zu bringen.
Was genau geschah, konnte später nicht vollständig geklärt werden, da die Aussagen der Beteiligten widersprüchlich waren. Angeblich habe Heckmann Gräfer angeschrien: „Das kostet Sie Ihren Kopf!“ und Lüpke mit dem Sonderstandgericht gedroht. Heckmann behauptete bei seiner Vernehmung, er habe gesagt: „Das ist Landesverrat, ich muss Sie verhaften!“ Herbert Lüpke selbst konnte sich nicht mehr an den genauen Wortlaut erinnern.
Während des bewachten Transportes nach Barntrup wurde am Rieper Berg auf einen Holzgas-LKW gewechselt. Auf der ansteigenden Strecke Richtung Dörentrup musste der LKW halten. Ein zu dem Transport gehörender Soldat gab den beiden Festgenommenen ein Zeichen zur Fluchtmöglichkeit. Beide sprangen vom Wagen ab, rannten in einen Wald und versuchten getrennt, ihren Verfolgern zu entkommen. Gräfer wurde jedoch nach kurzer Zeit wieder festgenommen, dem Fabrikanten Lüpke gelang die Flucht. Der LKW fuhr weiter bis zum Kerssenbrockschen Schloss in Barntrup. Ein örtlicher Pfarrer konnte noch mit dem Bürgermeister sprechen, ehe er persönlich noch am gleichen Tag mit Hauptmann Heckmann in dessen Wagen nach Lügde gefahren wurde, wo eilig ein Standgericht eingerichtet wurde. Zeitgleich verlief auch die Verlegung des Hauptquartiers der Kampfgruppe Goerbig nach Lügde.

## Das Standgericht
Am Abend des 4. Aprils 1945 gegen 18 Uhr trat in Lügde ein eilig zusammengerufenes Standgericht zusammen, das sich aus mehreren deutschen Offizieren und Generalmajor Goerbig als Vorsitzenden und zugleich Ankläger zusammensetzte. Einige Ortsgruppenleiter waren als Zuhörer und Hauptmann Heckmann als Zeuge zugegen. Die Anklage gegen Gräfer lautete auf Landesverrat und Gräfer verteidigte sich, indem er angab, sich auf einen Erlass des Innenministers berufen zu haben, wonach er das Recht habe, mit Besatzungsmächten zu verhandeln. Der als Gerichtsherr fungierende Generalmajor Goerbig erwiderte, dass er dies erst nach dem Einrücken der Amerikaner hätte tun dürfen. Sein vorzeitiges Handeln sei Landesverrat und er habe als Zivilist in eine militärische Operation eingegriffen und die Schwäche der deutschen Verteidigung verraten. Nach der eher kurzen Verhandlung wurde das Urteil gefällt: „Der Angeklagte wird erschossen und erhängt.“ Zur gleichen Zeit hatte die 2. US-Panzerdivision die Stadt Lemgo ohne größere Kampfhandlungen eingenommen und war am Abend über Barntrup bis Groß Berkel vorgedrungen.
Bis zur Vollstreckung des Urteils verblieb Gräfer in Gewahrsam des Generalmajors Karl Becher, der für die Verteidigung des Raumes Lemgo zuständig war. Am Abend des 4. April verlegte Becher seinen Gefechtsstand nach Hehlen an der Weser. Am nächsten Morgen in aller Frühe wurde Gräfer von Hehlen nach Bodenwerder gefahren, wo er auf dem Marktplatz erschossen wurde. Der Stabsgefreite Hubert Lentzen, der als Fahrer des Majors Kreuter eingesetzt war, gab die Ereignisse am 15. Juni 1945 einer Polizeidienststelle in Lemgo zu Protokoll, wonach er beobachtet habe, wie eine Gruppe von mehreren Soldaten nahe beisammenstanden, darunter drei SS-Soldaten und einige Zivilisten. Plötzlich sah er einige Gewehrkolben durch die Luft fahren und anscheinend wurde mit dem Kolben geschlagen. Gleich darauf hörte er einen Schuss und danach bückten sich die Soldaten und hoben einen Körper auf. Bis dahin saß er im Fahrzeug zusammen mit dem Major Kreuter, worauf der Major den Befehl gab, die Fahrt fortzusetzen. Als er nach fünf Minuten an den Tatort zurückkehrte, sah er den Kopf Gräfers zur Unkenntlichkeit verstümmelt, und der leblose Körper hing an einem Baum und verblieb dort noch zwei Tage, bis er kurz vor Eintreffen der US-Amerikaner abgenommen wurde. Holländische Zwangsarbeiter, die auf ihrem Heimmarsch durch Bodenwerder gekommen waren, brachten die erste Nachricht vom Tod des Bürgermeisters nach Lemgo. Zehn Tage später holten Lemgoer Bürger Gräfers sterbliche Überreste aus Bodenwerder ab.
Viele Lemgoer gaben Bürgermeister Gräfer das letzte Geleit und die Nikolaikirche war beim Trauergottesdienst bis zum letzten Platz gefüllt. Der Beisetzung selbst wohnten jedoch nur die Familie Gräfer und einige Honoratioren der Stadt bei.

## Vergangenheitsbewältigung
Als Walter Heckmann im Juni 1945 aus der Kriegsgefangenschaft nach Lemgo zurückkehrte, musste er laut Polizeibericht „zu seinem Schutz vorläufig in Schutzhaft genommen werden, da die Wut der Bevölkerung gegen Heckmann sehr groß ist.“
Freunde des früheren Bürgermeisters versuchten in den folgenden Jahren, die Verantwortlichen für die Hinrichtung ausfindig zu machen und vor Gericht zur Rechenschaft zu ziehen.
Ein Ermittlungsverfahren gegen Heckmann wegen Verbrechens gegen die Menschlichkeit wurde eingestellt, die Beschwerde dazu wurde 1948 vom Generalstaatsanwalt Wilhelm Kesseböhmer beim Oberlandesgericht Hamm mit der Begründung eingestellt, er habe nur „seiner militärischen Pflicht entsprechend“ gehandelt. Gegen den Vorsitzenden des Standgerichts, General Goerbig, wurde ebenfalls 1948 ein Ermittlungsverfahren eröffnet, das im April 1949 zu seiner Verhaftung in Hamburg führte. Bei der Gerichtsverhandlung in Paderborn verteidigte sich Goerbig damit, ihm sei vom Divisionsstab des Generalmajors Becher befohlen worden, den Bürgermeister von Lemgo „wegen Verrats im Kampf um Lemgo zu erschießen.“ Diesen Befehl habe Becher wiederum von General Franz Mattenklott (1884–1954) erhalten. General Mattenklott wurde ebenfalls in Paderborn vernommen, bestätigte die Aussagen Goerbigs und übernahm die „volle Verantwortung“. Der Staatsanwalt war damit zufrieden und Divisionskommandeur Becher, der 1957 starb, wurde nicht einmal verhört.
Eine erneute Anzeige gegen Goerbig im Jahr 1959 veranlasste die Staatsanwaltschaft Paderborn, weitere Ermittlungen aufzunehmen, weil auch die übrigen Mitglieder des Standgerichts belastet wurden. Außerdem wurde Gräfer beschuldigt, den Tod deutscher Soldaten auf dem Gewissen zu haben, weil er eine amerikanische Einheit hinter die deutschen Linien geführt und dabei eine deutsche Abteilung durch einen Feuerüberfall der Amerikaner vernichtet worden sei. Alle Behauptungen konnten jedoch nicht bewiesen werden und das Ermittlungsverfahren wurde daraufhin eingestellt.
1968 erwirkten die Freunde Gräfers erneut die Wiederaufnahme des Verfahrens beim Landgericht in Detmold, denn sie hatten den amerikanischen Offizier in den USA gefunden, mit dem Gräfer verhandelt hatte. Colonel Hugh R. O’Farrel sagte aus, die Anschuldigungen gegen Gräfer seien „absurd“. Es habe niemals bei Lemgo eine Aktion hinter den deutschen Linien gegeben. Das Gericht verzichtete auf die Vernehmung neuer Zeugen und der Leitende Oberstaatsanwalt beantragte, Gräfer „unter Aufhebung des standgerichtlichen Urteils freizusprechen“. Das Standgerichtsverfahren sei mit „erheblichen prozessualen Mängeln behaftet“ und Gräfer sei „zu Unrecht“ beschuldigt worden, verantwortlich für den Tod deutscher Soldaten zu sein. Damit stand fest, dass Gräfer aufgrund falscher Behauptungen verurteilt und hingerichtet wurde. Seine Bemühungen, Lemgo bei der absoluten militärischen Überlegenheit der Amerikaner vor der Zerstörung zu bewahren, ist offensichtlich auch nach „den damals geltenden Bestimmungen“ nicht strafbar gewesen. Durch Beschluss der 1. Großen Strafkammer des Landgerichts Detmold vom 5. April 1970 wurde das Todesurteil gegen Wilhelm Gräfer aufgehoben.
Nach ihm wurden die Bürgermeister-Gräfer-Realschule und eine Straße in Lemgo benannt. An der Kirche von Bodenwerder befindet sich eine Gedenktafel der Stadt Lemgo mit folgendem Wortlaut:

„Bürgermeister Wilhelm Gräfer, Lemgo, 8. Oktober 1885 – 5. April 1945, wurde an dieser Stelle unschuldig hingerichtet. Er opferte sein Leben für unsere Stadt. Alte Hansestadt Lemgo.“

## Kontroverse um Wilhelm Gräfer
Wilhelm Gräfer wurde lange Zeit als der Mann gesehen, der sein Leben für die Stadt gegeben hatte. So dominierte in der Nachkriegszeit das Bild vom selbstlosen Menschen, der die Zerstörung Lemgos verhindern wollte und dafür hingerichtet wurde. Landespräsident Heinrich Drake verfasste am 29. August 1945 den folgenden Nachruf: „Die Nachwelt wird ihn als einen pflicht- und verantwortungsbewussten deutschen Menschen und unbeirrt für das Wohl der ihm anvertrauten Stadt eintretenden Bürgermeister ehren und in Erinnerung behalten.“
In den späten 1970er und frühen 1980er Jahren wurde die Ortsgeschichte in den Jahren der nationalsozialistischen Diktatur von jungen Leuten kritisch hinterfragt, die Wilhelm Gräfer vorwarfen, allzu willfährig die nationalsozialistische Politik durchgesetzt zu haben. Es entbrannte eine erbitterte Kontroverse in der Öffentlichkeit zwischen zwei Fraktionen. Die einen wollten das ehrenvolle Andenken an den Bürgermeister bewahren, die anderen unterstellten ihm eine zu große Nähe zum Nationalsozialismus. Eine studentische Arbeitsgruppe der Universität Bielefeld untersuchte daraufhin wissenschaftlich die „Position des Bürgermeisters im NS-Staat am Beispiel Wilhelm Gräfers“.
Die angehenden Historiker beurteilten Gräfers Arbeit als Bürgermeister kritisch. Die nationalsozialistische Judenpolitik wurde auch in Lemgo konsequent befolgt. Insgesamt sei festzuhalten, dass Wilhelm Gräfer von 1933 bis 1945 in seiner Amtsführung nationalsozialistische Politik durchgesetzt hat. Gräfers Aktion am Ende des Krieges und kurz vor dem Untergang des Regimes sei kein Indiz für Widerstand, sondern eine Maßnahme in einer Ausnahmesituation gewesen.
Am 14. Dezember 2009 entschied der Rat der Stadt Lemgo in namentlicher Abstimmung mit 27 Ja-Stimmen, 15 Nein-Stimmen und 4 Stimmenthaltungen, dass die städtische Realschule künftig nicht mehr nach Gräfer benannt wird.